# Macrobrachium heterochirus
Macrobrachium heterochirus is een garnalensoort uit de familie van de Palaemonidae. De wetenschappelijke naam van de soort is voor het eerst geldig gepubliceerd in 1836 door Wiegmann.